# ایمانول ایدیاکز
ایمانول ایدیاکز (انگلیسی: Imanol Idiakez؛ زادهٔ ۱۴ مارس ۱۹۷۲) بازیکن فوتبال اهل اسپانیا است.
از باشگاه‌هایی که در آن بازی کرده‌است می‌توان به باشگاه فوتبال ژیرونا اشاره کرد.